# Фресулень
Фресулень, Фресулені (рум. Frăsuleni) — село у повіті Ясси в Румунії. Входить до складу комуни Вікторія.
Село розташоване на відстані 342 км на північ від Бухареста, 19 км на північ від Ясс.

## Населення
За даними перепису населення 2002 року у селі проживала 381 особа, усі — румуни. Усі жителі села рідною мовою назвали румунську.